# Terry Ryan (schrijver)
Terry "Tuff" Ryan (Defiance (Ohio), 14 juli 1946 - San Francisco, 16 mei 2007) was een Amerikaanse schrijfster. Ryan is vooral bekend geworden met haar in 2001 gepubliceerde memoires, The Prize Winner of Defiance, Ohio, waarin ze het wel en wee van het grote gezin waarin ze opgroeide beschreef. Het boek werd in 2005 onder dezelfde titel verfilmd, waarbij de hoofdrollen werden gespeeld door Julianne Moore en Woody Harrelson. Ryan was tevens literatuurcritica voor de San Francisco Chronicle.
- Biblioteca Nacional de España: XX5830282
- International Standard Name Identifier: 0000 0001 0830 1578
- Library of Congress Control Number: n2005002746
- Nationale Bibliotheek van Letland: 000063718
- Nationale Bibliotheek van Polen: a0000002178009